# Herbert Gruber (producteur)
Pour les articles homonymes, voir Herbert Gruber.
Herbert Gustav Alfred Gruber (né le 17 février 1913 à Vienne, mort le 28 janvier 1999 dans la même ville) est un producteur de cinéma autrichien.

## Biographie
Gruber étudie le droit à Vienne, obtient un doctorat et travaille comme avocat. Il devient finalement directeur général de Sascha-Film et aussi d'Österreichischen Film-Gmbh. Il travaille exclusivement pour Sascha pendant dix ans jusqu'à ce qu'il arrête en 1965.

## Filmographie
- 1954 : Bruder Martin (de)
- 1955 : Ehesanatorium
- 1955 : Heimatland
- 1955 : Dunja
- 1955 : Mayerling - le dernier amour du fils de Sissi
- 1956 : Mariés pour rire
- 1956 : Fuhrmann Henschel
- 1956 : Wenn Poldi ins Manöver zieht
- 1956 : Kaiserjäger
- 1957 : Die unentschuldigte Stunde
- 1957 : Wien, du Stadt meiner Träume
- 1957 : Die Lindenwirtin vom Donaustrand
- 1957 : Die Heilige und ihr Narr
- 1958 : Zauber der Montur (de)
- 1958 : Der Priester und das Mädchen
- 1958 : Hoch klingt der Radetzkymarsch
- 1958 : Mikosch im Geheimdienst (de)
- 1959 : Ich bin kein Casanova (de)
- 1959 : Zwölf Mädchen und ein Mann (de)
- 1959 : Wenn das mein großer Bruder wüßte
- 1959 : Dans les griffes du tigre
- 1960 : L'Auberge du Cheval-Blanc
- 1960 : Mit Himbeergeist geht alles besser
- 1960 : Kriminaltango
- 1961 : Les Aventures du comte Bobby
- 1961 : Junge Leute brauchen Liebe
- 1961 : Mariandl
- 1961 : Saison in Salzburg
- 1961 : La Chauve-Souris
- 1962 : La Douceur de vivre du comte Bobby
- 1962 : La Veuve joyeuse (Die lustige Witwe)
- 1962 : Mariandls Heimkehr
- 1962 : Waldrausch
- 1962 : Hochzeitsnacht im Paradies
- 1963 : Der Musterknabe (de)
- 1963 : La Marraine de Charley
- 1963 : Ein Alibi zerbricht
- 1963 : Schwejks Flegeljahre (de)
- 1964 : Hilfe, meine Braut klaut (de)
- 1964 : Heirate mich, Chéri (de)
- 1964 : … und sowas muß um 8 ins Bett (de)
- 1965 : Heidi

## Source de la traduction
- (de) Cet article est partiellement ou en totalité issu de l’article de Wikipédia en allemand intitulé « Herbert Gruber » (voir la liste des auteurs).